# Società Sportiva Sambenedettese 1950-1951
Questa voce raccoglie le informazioni riguardanti la Società Sportiva Sambenedettese nelle competizioni ufficiali della stagione 1950-1951.

## Rosa
| N. |                   | Ruolo | Calciatore          |
| -- | ----------------- | ----- | ------------------- |
|    | Italia (bandiera) | D     | Giulio Anatò        |
|    | Italia (bandiera) | D     | Tommaso Brignone    |
|    | Italia (bandiera) | D     | Luciano Cacchiò     |
|    | Italia (bandiera) | D     | Filippo Cappelletti |
|    | Italia (bandiera) | P     | Serafino Capralini  |
|    | Italia (bandiera) | P     | Emilio Della Penna  |
|    | Italia (bandiera) | A     | Etro Ferretti       |
|    | Italia (bandiera) | A     | Nicola Fidanza      |
|    | Italia (bandiera) | C     | Marcello Flammini   |
|    | Italia (bandiera) | A     | Dante Larena        |
|    | Italia (bandiera) | A     | Walter Marchionni   |

| N. |                   | Ruolo | Calciatore           |
| -- | ----------------- | ----- | -------------------- |
|    | Italia (bandiera) | A     | Franco Marescalchi   |
|    | Italia (bandiera) | D     | Marini               |
|    | Italia (bandiera) | A     | Angelo Maruzzella    |
|    | Italia (bandiera) | A     | Marcello Mobili      |
|    | Italia (bandiera) | A     | Valeriano Ottino     |
|    | Italia (bandiera) | D     | Benedetto Paci (I)   |
|    | Italia (bandiera) | C     | Luigi Palestini (IV) |
|    | Italia (bandiera) | C     | Francesco Palma      |
|    | Italia (bandiera) | P     | Piero Persico        |
|    | Italia (bandiera) | C     | Sirio Santi          |
|    | Italia (bandiera) | A     | Luigi Traini (I)     |